# 町田市立国際版画美術館

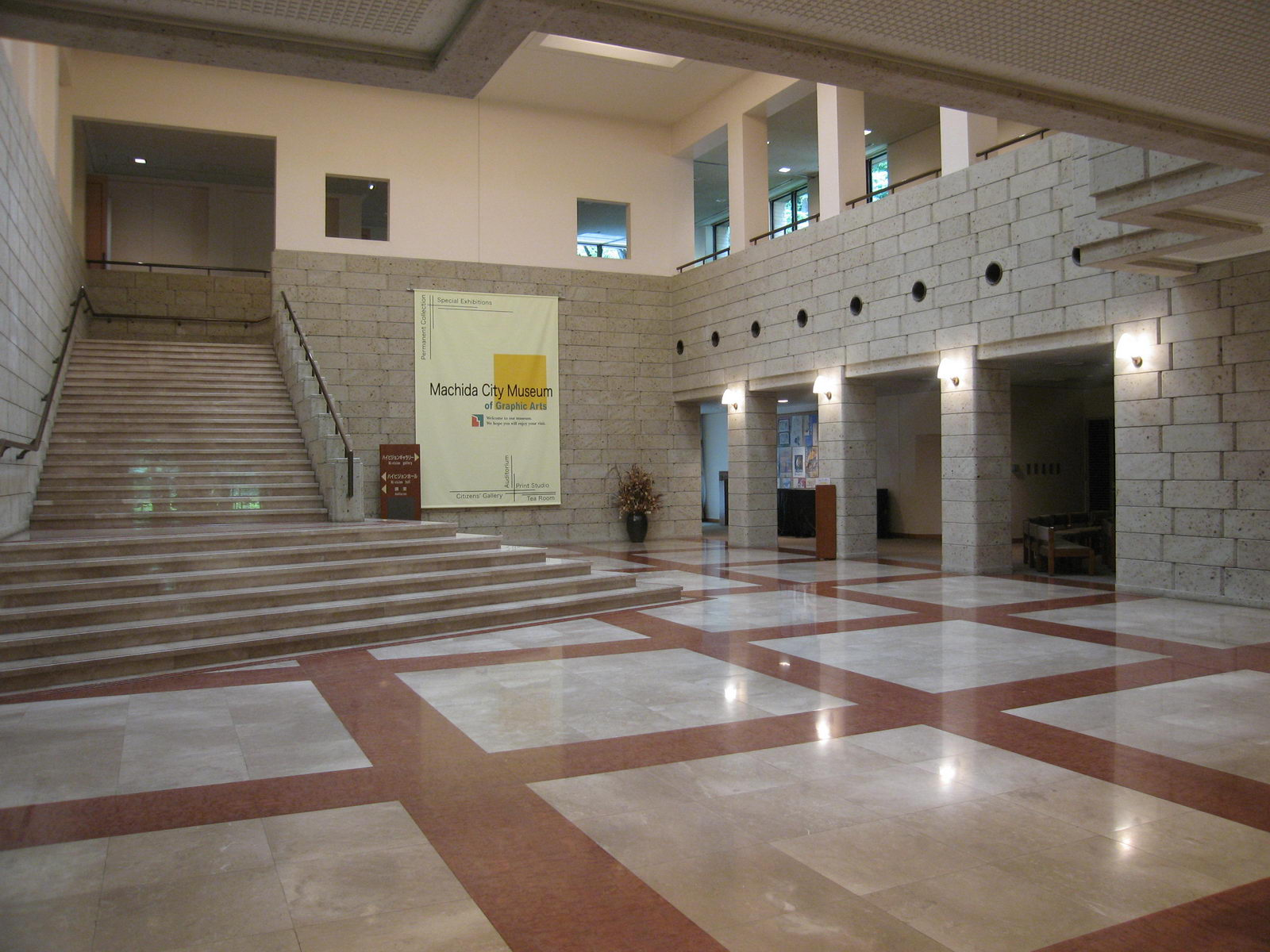
エントランスホール

町田市立国際版画美術館（まちだしりつ こくさいはんがびじゅつかん）は、東京都町田市原町田四丁目に所在する版画に関する公立の美術館である。

## 概要
1987年（昭和62年）、日本国内では数少ない版画専門の美術館として、芹ヶ谷公園内に開館。
内外にわたる美術・文化の交流の場として、版画を中心とする幅広い活動を展開し、市民の美術に関する知識及び教養の向上を図り、もって市民文化の発展に寄与することを目的として設置された。
館内には国外はヨーロッパ中世から現代､国内は奈良時代から現代まで広く版画作品を蒐集しており、その保存と調査を行っている。収蔵数は27,000点以上に及ぶ。
展示室のほかに版画工房、アトリエを備える。工房では版画の各種制作技法を学ぶ実技講座のほか、一般への施設の開放、作家を招いての公開制作などに利用されている。
実技講座では、銅版画（ドライポイント）、リトグラフ、木版画の基本的な制作を簡単に一日で体験出来る。各教室の開催回ごとに募集がある。（対象:15歳以上の初心者（中学生は除く））
建物は、第27回BELCA賞ロングライフ部門受賞およびJIA25年賞を受賞している。
2015年（平成27年）には施設を全館休館し、大規模修繕工事が行われた。
2016年度に策定された芹ヶ谷公園再整備基本計画に基づき、工芸品を扱う新しい美術館や体験型の施設を併設する「芹ヶ谷公園“芸術の杜”プロジェクト」が進行中で、それに伴い版画美術館もリニューアルする予定である。

## 所蔵作家
この節の出典:
日本の作家
歌川広重､葛飾北斎､小林清親､月岡芳年､橋口五葉､川瀬巴水､谷中安規､棟方志功､長谷川潔､畦地梅太郎､若林奮､飯田善國､織田一磨､藤牧義夫､浜田知明､横尾忠則
海外の作家
「夜の女王（R.J.ソーントン編」『フローラの神殿』より）1800年（原画）花：フィリップ・ライナグル背景：エイブラハム・ペザー（版刻）：ロバート・ダンカートン
アルブレヒト・デューラー、レンブラント・ファン・レイン､フランシスコ・ゴヤ､ウジェーヌ・ドラクロワ､シャルル・フィリポン､エドゥアール・マネ､カミーユ・ピサロ､アンリ・ド・トゥールーズ＝ロートレック､ロイ・フラー､エドヴァルト・ムンク､モーリス・ドニ､ワシリー・カンディンスキー､アンリ・マチス､ジョルジュ・ルオー､ロイ・リキテンスタイン

## 利用案内
開館時間
- 平日：10:00～17:00（入館は16:30まで）
- 土日祝：10:00～17:30（入館は17:00まで）

休館日
- 原則として月曜日
- 年末年始（12月28日～1月4日）

観覧料
- 企画展示：展覧会ごとに設定
- 常設展示：無料

無料開放日
- 企画展示初日

- 2月1日（市制施行記念日）
- 4月19日（開館記念日）
- 11月3日（文化の日）

## 交通アクセス
電車の場合
- 小田急小田原線町田駅より徒歩約15分
- 横浜線町田駅中央口より徒歩約15分、ターミナル口より徒歩約12分

自家用車の場合
- 芹ヶ谷公園駐車場（第1駐車場）38台分完備（有料）
- 国際版画美術館駐車場（第2駐車場）74台分完備（無料）